# Карвалью Оливейра, Витор Мануэл
Ви́тор Мануэ́л Карва́лью Оливе́йра (порт. Vítor Manuel Carvalho Oliveira; родился 15 марта 2000), также известный как Вити́нья (порт. Vitinha) — португальский футболист,  нападающий клуба «Дженоа».

## Клубная карьера
Уроженец муниципалитета Кабесейраш-ди-Башту (округ Брага), Оливейра выступал за молодёжные команды клубов «Каза Бенфика», «Агиаш Алвите» и «Брага». В январе 2021 года подписал с «Брагой» свой первый  профессиональный контракт. 28 февраля 2021 года дебютировал в португальской Примейре против «Насьонала», выйдя на замену Абелю Руису. 30 декабря 2021 года сделал хет-трик в матче португальской Примейры против «Ароки». 13 октября 2022 года сделал хет-трик в матче группового этапа Лиги Европы против бельгийского клуба «Юнион».

## Карьера в сборной
Выступал за сборные Португалии до 18 лет и до 21 года.
16 ноября 2021 года дебютировал за сборную Португалии до 21 года, заменив Гонсалу Рамуша в матче против сборной Кипра.
В октябре 2022 года был включён в предварительную заявку сборной Португалии на предстоящий чемпионат мира в Катаре.

## Достижения
Брага
- Обладатель Кубка Португалии: 2020/21